# Гераците (филм, 2008)
„Гераците“ е български игрален филм (драма) от 2008 година, по сценарий и режисура на Максим Генчев. Музиката във филма е композирана от Константин Илиев.

## Актьорски състав
- Максим Генчев
- Десислава Чутурова
- Райчо Василев
- Лазар Радков
- Николай Генчев
- Светлана Генова
- Роберт Янакиев
- Симеон Алексиев